# فاندول
فاندول (انگلیسی: Fondul) شرکت مدیریت دارایی رومانیایی است، که در سال ۲۰۰۵ تأسیس شد.